# Maria Dziopak
Maria Dziopak (ur. 2 września 1954 w Katowicach) – polska malarka.

## Życiorys
Absolwentka Uniwersytetu Śląskiego (dyplom w 1978 roku). Współwłaścicielka Galerii SD w Warszawie. Uprawia malarstwo olejne, maluje głównie pejzaże. Nazywana jedynym żyjącym polskim impresjonistą, który pracuje w naturze. Jej prace zilustrowały książkę Tadeusza Chabrowskiego Muzy z mojej ulicy (Norbertinum 2006; ISBN 83-7222-230-4). W 2004 r. w związku z wejściem Polski do Unii Europejskiej Jean Buscher, właściciel nadreńskiej winnicy, znanej ze spotkań ze sztuką ("Kunst und Wein") umieścił na etykietach butelek ekskluzywnej serii wina pracę artystki. Autorka licznych wystaw indywidualnych w kraju i na świecie. 
W twórczości artystki można wyróżnić dwa nurty tematyczne. Pierwszy – to baśniowy świat ogrodów, pełen słońca i cienia, spokoju, zadumy i subtelności – to południe Europy, kraje Bliskiego Wschodu, ale także Polska, Turcja czy Rosja. Drugi – bardziej agresywny, zainspirowany pejzażem angielskim i norweskim – to mocna kolorystyka, drapieżne, pełne światłocieni formy.

## Wystawy indywidualne
- 1979 Galeria "Pod Ręką", Chorzów; 
  - Galeria KMPiK Sosnowiec, KMPiK Katowice;
- 1982 – 1984 Galeria "U", Warszawa;
- 1988 Centralny Dom Plastyka, Krymski Wał, Moskwa, Rosja;
- 1989 Galeria "Pałacyk", Warszawa;
- 1990 Galeria Vakif Bank, Ankara, Turcja;
- 1991 Galeria Sultanahamed, Stambuł, Turcja;
- 1992 Galeria Taksim Sanat, Stambuł, Turcja;
  - Centrum Kultury, Zielonka;
- 1993 Sejm PRL, Warszawa;
- 1995 Galeria "Solvberget" Kulturhus, Stavanger, Norwegia;
  - Centrum Międzynarodowe Stavanger, Norwegia;
- 1996 Galeria "Koszelówka", Koszelówka;
- 1998 Galeria "Adi Art" Łódź;
  - Galeria "U Jadźki", Zielona Góra;
- 2002 Skulski Art Gallery, Polska Fundacja Kulturalna, New Jersey, USA;
- 2003, 2004 Intercontinental Group, Egipt;
- 2003 Galleria "Rauber", Vechta, Niemcy;
  - Konsulat Generalny RP, Kolonia, Niemcy;
- 2004 21. Ausstellung "Kunst & Wein" Jean Buscher, Bechtheim, Niemcy;
  - Galleria "Art Room No. 9" Eastbourne, Wielka Brytania;
- 2005 Ambasada RP w Kairze, Egipt;
  - El Sawy Cultural Center, Kair, Egipt;
  - Galeria Miejska, Ras Al-Ein, Amman, Jordania;
  - Spiekeroog, Niemcy;
- 2006 OLB Varel, Niemcy;
  - Konsulat Generalny RP, Kolonia, Niemcy;
  - Galeria Sztuki Współczesnej, Ratusz, Kołobrzeg;
- 2007 Ratusz, Kolonia, Niemcy;
  - Merck Finck & co., Privatbankiers, Kolonia, Niemcy;
  - Lizbona, Portugalia;
- 2008 Artexpo, Nowy Jork, USA;
  - Symbiose “Couture & Kunst”, MODE-VILLA, Düsseldorf, Niemcy;
- 2009 Muzeum Anny i Jarosława Iwaszkiewiczów, Stawisko, Polska;
  - Holiday Inn Kraków Art Gallery, Kraków, Polska.
  - "Sztuka z ponad 10 państw", międzynarodowa wystawa malarstwa, Stuttgart, Niemcy.

## Wyróżnienia, nagrody
- 1979 II nagroda "Kraków i Polska południowa", Kraków,
  - Nagroda "Dziecko w sztuce", Chorzów,
- 1992 Złoty Medal Mera Stambułu, prof. Nurettin Sözen za zasługi artystyczne,
- 1999 Nagroda, Colas – Fundacja, Paryż, Francja,
- 2004 Rekomendcja i podziękowanie Intercontinental Group, Egipt, Prezydent RP A. Kwaśniewski.